# Łańcuch oddechowy
Łańcuch oddechowy inaczej łańcuch transportu elektronów – zespół związków chemicznych uszeregowanych według wzrastających potencjałów oksydoredukcyjnych (jeden z etapów oddychania komórkowego).

## Wprowadzenie
Funkcją łańcucha transportu elektronów i fosforylacji oksydacyjnej jest utlenianie NADH i FADH2 oraz zatrzymywanie uwolnionej energii w cząsteczce ATP. U eukariontów transport elektronów i fosforylacja oksydacyjna zachodzą w wewnętrznej błonie mitochondrialnej, u prokariontów zaś procesy te przebiegają w błonie komórkowej.

## Transport elektronów z NADH
Elektrony są transportowane z NADH do atomów tlenu przez łańcuch transportu elektronów. NADH przenosi elektrony do dehydrogenazy NADH, dużego kompleksu białkowego zawierającego FMN i dwa typy centrów żelazowo-siarkowych (Fe-S) umieszczonych w białkach żelazowo-siarkowych. FMN przyjmuje elektrony przechodząc w FMNH2 i przekazuje je dalej do centrum Fe-S, gdzie atom żelaza odbiera i oddaje elektrony oscylując między stanem Fe3+ a stanem Fe2+. 
Z dehydrogenazy NADH elektrony są przenoszone do ubichinonu (koenzym Q, CoQ), przekształcają go w ubichinol (czyli CoQH2) i przechodzą dalej do kompleksu III cytochromów bc1. Ten ostatni obejmuje cytochrom b i cytochrom c1, a także białko Fe-S. 
Każdy cytochrom zawiera grupę hemową z umieszczonym w centrum atomem żelaza, który w trakcie przyjmowania elektronu przechodzi ze stanu Fe3+ do stanu Fe2+. Po oddaniu elektronu do następnego przenośnika atom żelaza powraca do stanu Fe3+. Kompleks cytochromów bc1 przenosi elektrony do cytochromu c, który z kolei przekazuje je do oksydazy cytochromowej, kompleksu IV zawierającego dwa cytochromy (cytochrom a i cytochrom a3), związane z dwoma atomami miedzi (odpowiednio Cu A i Cu B). Podczas przenoszenia elektronów atomy miedzi oscylują między stanem Cu2+ a stanem Cu+. 
W końcu oksydaza cytochromowa przenosi 4 elektrony do tlenu cząsteczkowego, z utworzeniem dwóch cząsteczek wody. Uwolniona w wyniku tych procesów energia i atomy wodoru uczestniczą w chemiosmozie

Schemat łańcucha oddechowego